# Шапел Сен Ло
Шапел Сен Ло (фр. Chapelle-Saint-Laud) насеље је и општина у западној Француској у региону Лоара, у департману Мен и Лоара која припада префектури Анже.
По подацима из 2011. године у општини је живело 669 становника, а густина насељености је износила 62,94 становника/km². Општина се простире на површини од 10,63 km². Налази се на средњој надморској висини од 85 метара (максималној 98 m, а минималној 28 m).

## Демографија
| 1962. | 1968. | 1975. | 1982. | 1990. | 1999. | 2011. |
| ----- | ----- | ----- | ----- | ----- | ----- | ----- |
| 341   | 370   | 285   | 353   | 404   | 420   | 669   |

График промене броја становника у току последњих година